# Sunt un mic ticălos
Sunt un mic ticălos (în engleză Despicable Me) este un film american american de comedie 3D animat în 2010, produs de Illumination Entertainment ca film și proiect de debut și distribuit de Universal Pictures . Filmul a fost animat de studioul de animație francez Mac Guff, care a fost ulterior achiziționat de Illumination.  Regizat de Pierre Coffin și Chris Renaud în debutul lor regizoral, cu o poveste de Sergio Pablos și scenariu de Cinco Paul și Ken Daurio, filmul este eponim cu personajul principal și melodia sa, compusă de Pharrell Williams. 
Filmul joacă Steve Carell ca vocea lui Gru, un supervilin care adoptă trei fete (exprimate de Miranda Cosgrove, Dana Gaier și Elsie Fisher) dintr-un orfelinat; și Jason Segel ca voce de Vector, un rival al lui Gru care fură Marea Piramidă din Giza . Atunci când Gru află că e înțepenit de Vector, el intenționează să crească și mai mult: să micșoreze și să fure luna Pământului. Cu toate acestea, în ciuda intențiilor ticăloase ale lui Gru, el devine din ce în ce mai atins de dragostea crescândă a fetelor pentru el și se găsește schimbându-se în bine din cauza asta. 
Lansat teatral pe 9 iulie 2010 în Statele Unite, Sunt un mic ticălos a primit recenzii pozitive și a încasat peste 546 de milioane de dolari în întreaga lume, cu un buget de 69 de milioane de dolari.  A lansat seria de filme franciză <i id="mwOg">„Despicable Me</i> ”, inclusiv continuarea Sunt un mic ticălos 2 în 2013, o altă continuare, Sunt un mic ticălos 3 în 2017,  și două premise; Minions , lansat în 2015,  și viitoarele Minions: The Rise of Gru în 2020, ambele prezentând personajele principale ale lui Gru Minions .
Varianta în limba română are premiera în anul 2023 pe platforma SkyShowTime, iar Ilinca Goia (Domnișoara Hatie), Bodo, liderul formației Proconnsul (Domnul Perkins) și Ana Ularu (Marlena Gru) (dublează personajele filmului. 